# David Castedo Escudero
David Castedo Escudero   (Palma, 26 de gener de 1974) de vegades conegut només com David, és un antic futbolista professional balear, que va jugar com a lateral esquerre. Va acabar la seva carrera al Llevant UE.

## Carrera esportiva
Un producte de les files del RCD Mallorca, Castedo ha exercit la major part de la seua carrera amb el Sevilla FC. Després de Javi Navarro i José Luis Martí, va ser capità de l'equip.
La 2007-08 va jugar al Llevant, on els problemes interns i econòmics van soscavar el club. Va jugar 18 partits i no va poder evitar el descens. El club va rescindir el seu contracte a principis d'agost de 2008.

## Palmarès
- Sevilla FC:[2]
  - Copa de la UEFA: 2006, 2007
  - Supercopa d'Europa de futbol: 2006
  - Copa del Rei: 2007
  - Segona Divisió Espanyola: 2000-01